# Danske Statsbaner

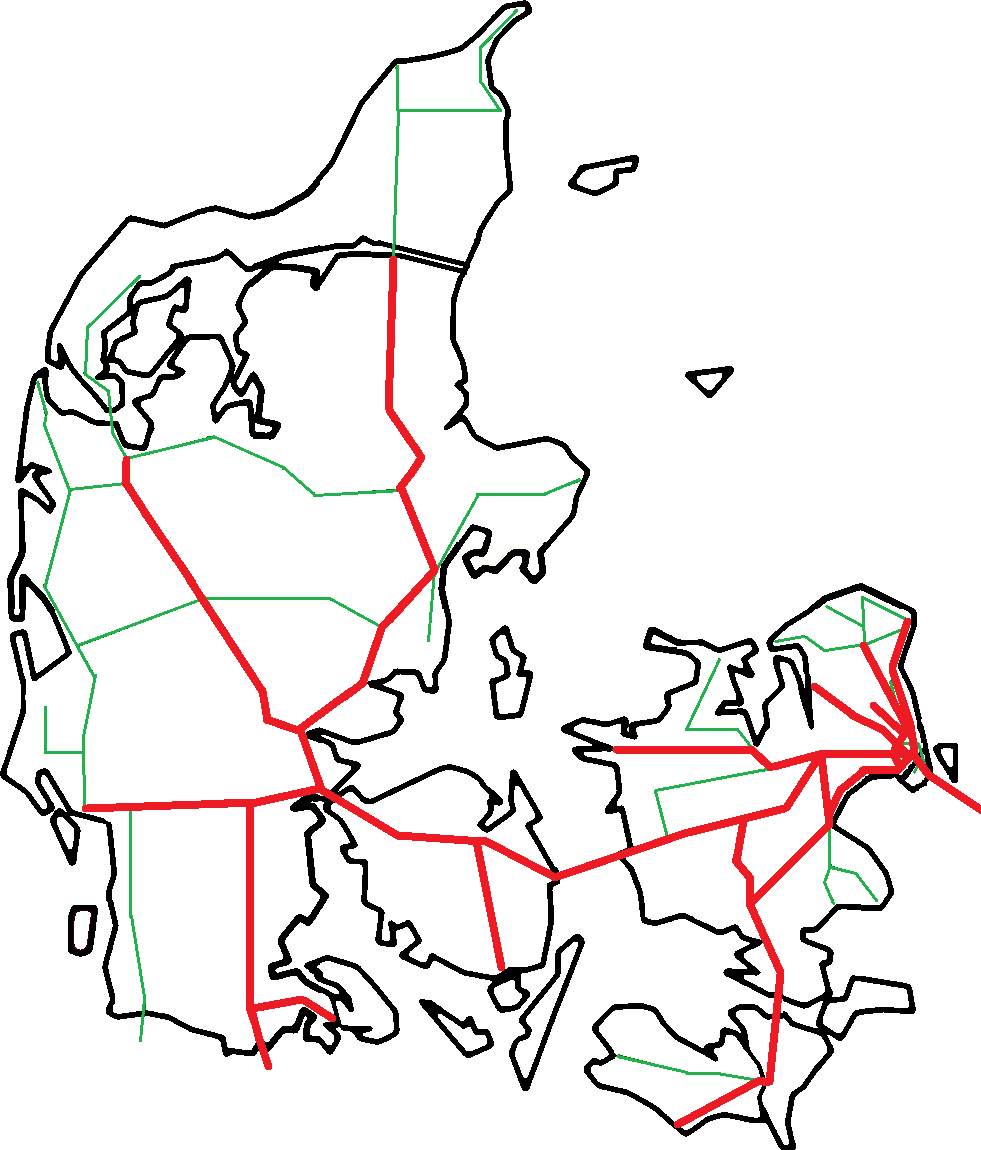
netwerk DSB

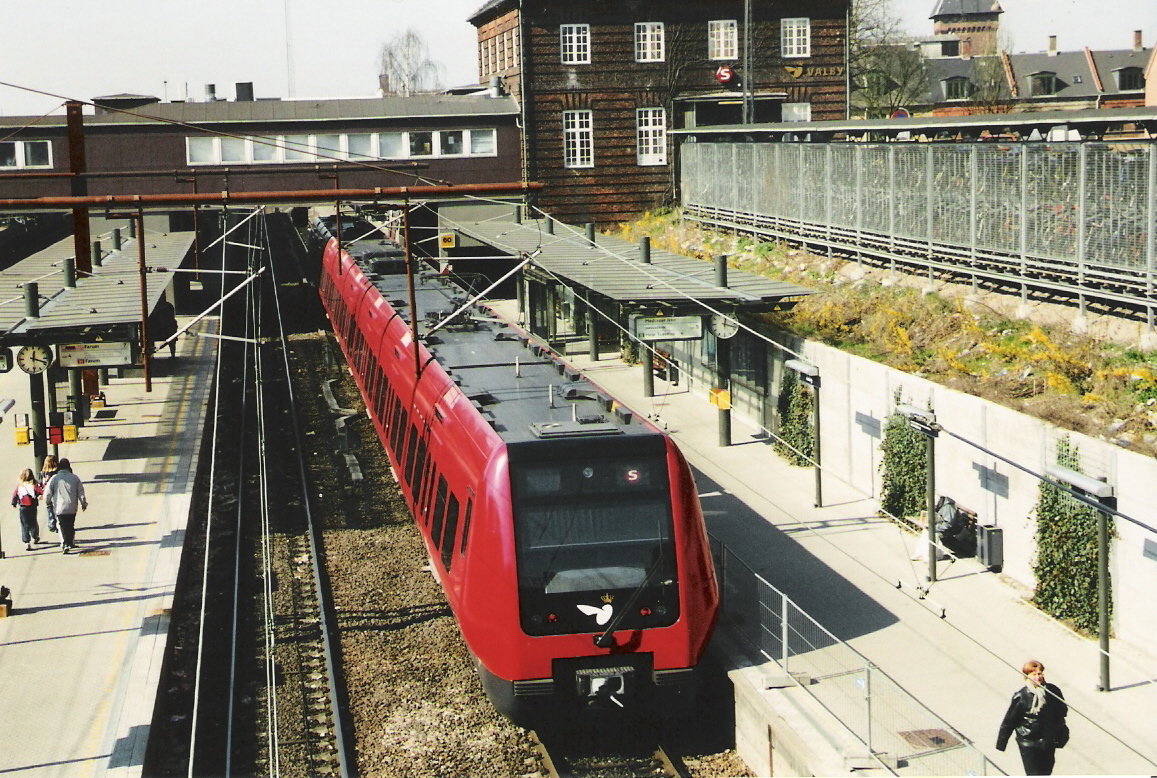
Een S-tog van de DSB in Valby

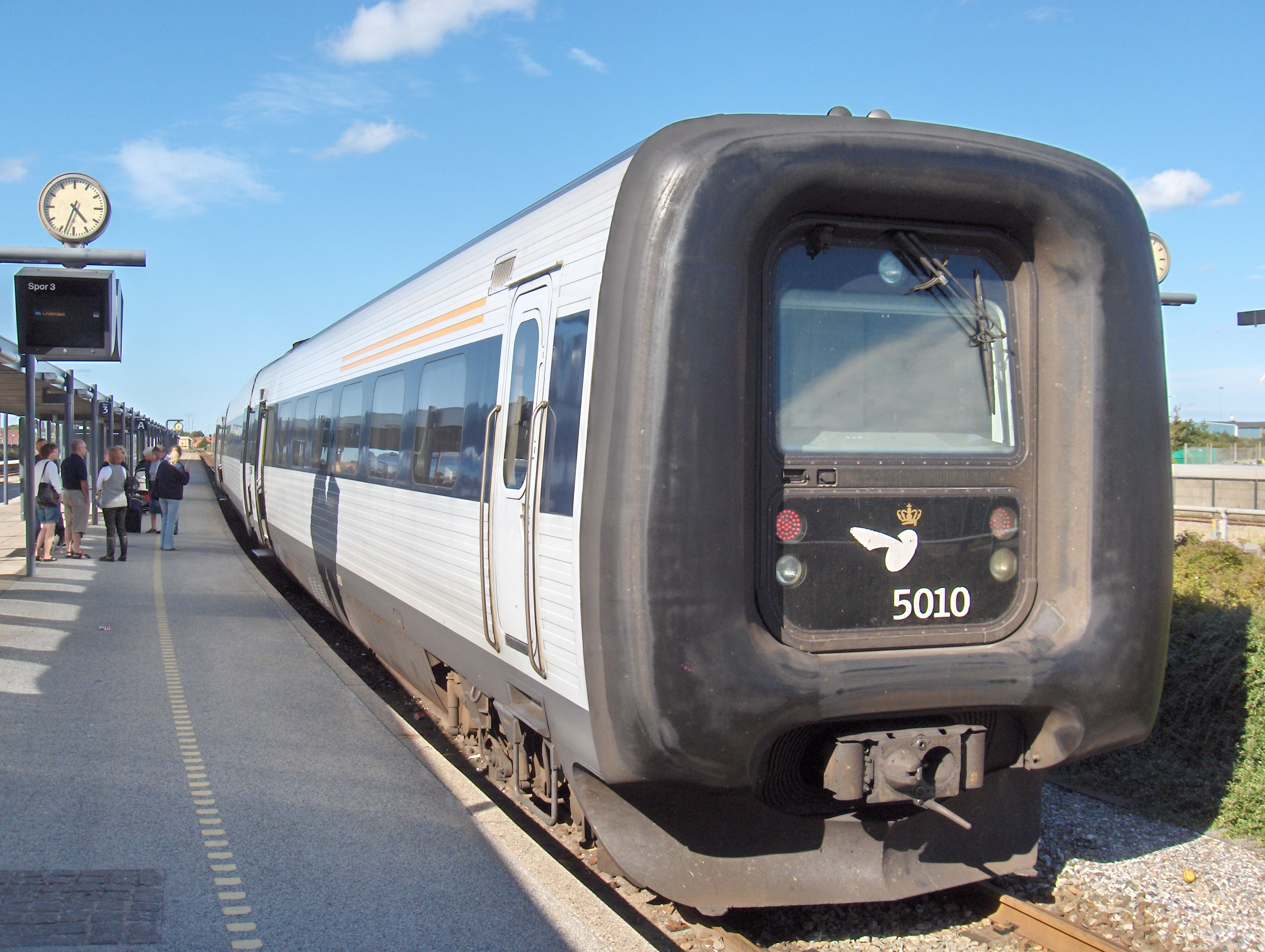
Een IC3 van de DSB in Frederikshavn

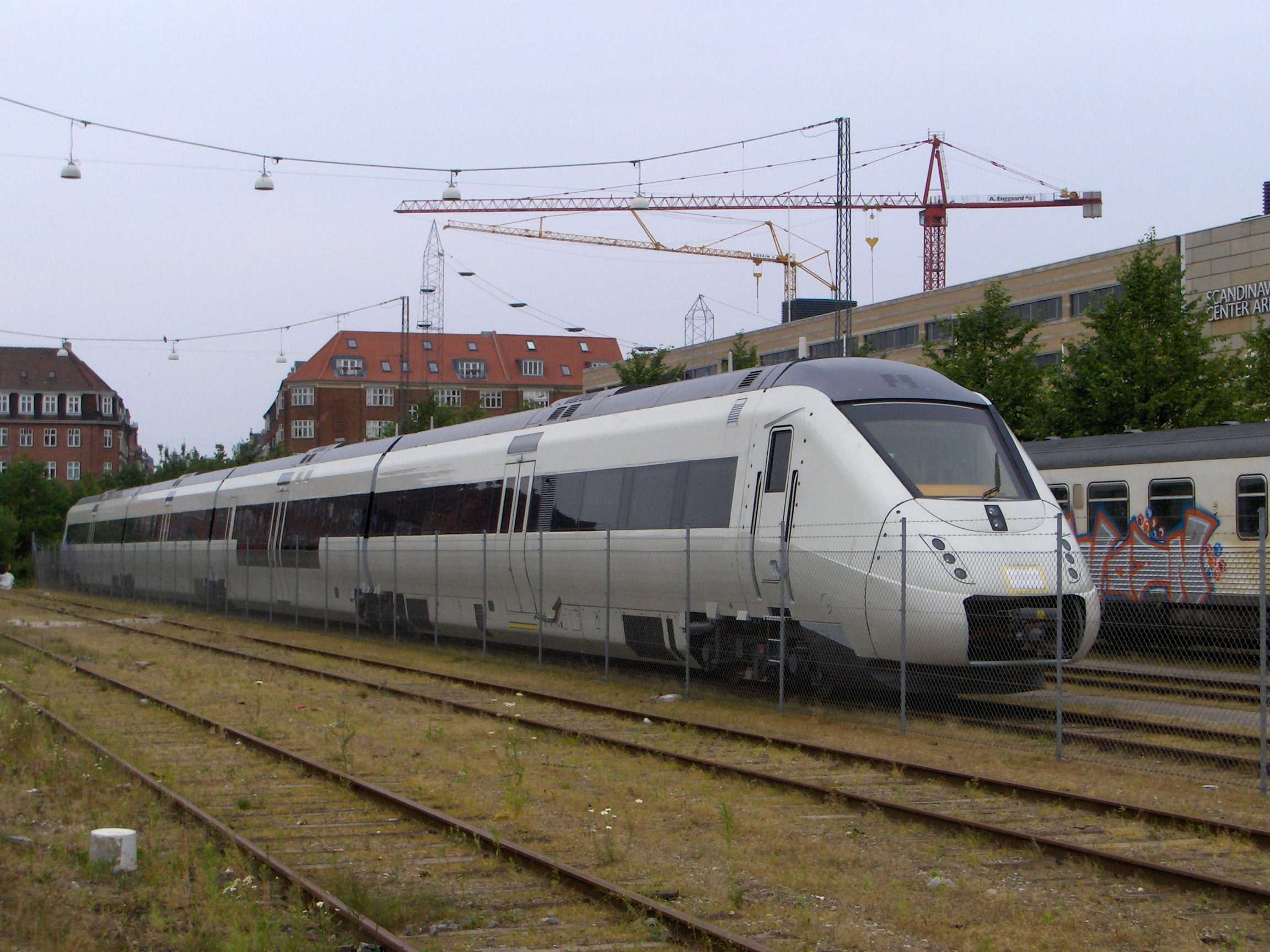
DSB-Hogesnelheidstrein van het type MG, gebouwd door AnsaldoBreda

De Danske Statsbaner (DSB, Deense staatsspoorwegen) is de nationale spoorwegmaatschappij van Denemarken. Het bedrijf voert alle intercitydiensten uit, alsmede de S-togdiensten rond Kopenhagen en enkele regionale lijnen. Sinds 2001 vervoert het bedrijf geen goederen meer.

## Geschiedenis
De Deense staat kocht in 1867 de regionale spoorwegmaatschappijen van Jutland en Funen op en in 1880 die van Seeland, om in 1885 uit die maatschappijen de DSB te stichten. Na de eenmaking van de maatschappijen was het verbinden van de diverse eilandnetwerken de grootste uitdaging. In 1935 werd de eerste stap gezet, met de opening van de eerste brug over de Kleine Belt tussen Jutland en Funen. Vanaf dat moment zette DSB een snelle intercity tussen Seeland en Jutland in, de zogenaamde Lyntog of bliksemtrein, die 120 km/h haalde, zodat de reistijd tussen Kopenhagen op Seeland en Fredericia op Jutland vanaf dat moment maar 3 uur en 49 minuten bedroeg. De Grote Belt tussen Seeland en Funen werd daarbij met een spoorpont overbrugd.
Op 1 januari 1997 werd de onderneming opgedeeld in verschillende delen, verantwoordelijk voor:
- de infrastructuur (Banestyrelsen)
- de exploitatie en organisatie (DSB)
  - de DSB S-Togdiensten rond Kopenhagen
  - de DSB InterCity
  - de DSB Regionaltog
- de goederen (DSB Gods)
- de stations (DSB Bygning)
- de reisbureaus (Rejse-bureau)
- de administratie (Data)
- de veerboten ondergebracht en een zelfstandige vennootschap

Op 1 juni 1997 werden de spoorwegnetwerken van het oostelijke en het westelijke deel van Denemarken met elkaar verbonden. Daarvoor bestonden er twee netwerken: Jutland-Funen en Seeland, die enkel door het eerder vernoemde spoorpont verbonden werden. De verbinding over de Grote Belt wordt sindsdien gevormd door een tunnel en een brug, dat op 1 april 1997 werd opgeleverd. Hierdoor werd de reistijd tussen Kopenhagen en Fredericia gereduceerd tot 1 uur en 53 minuten. In 2023 werden acht miljoen reizen gemaakt over de Grote Belt met DSB.
Tevens werd het jubileum ter ere van 150 jaar spoorwegen gevierd met een show in Kopenhagen waarbij treinmaterieel uit diverse Europese landen werd getoond. Tijdens deze viering reden er ook overal in Denemarken stoomtreinen rond.
De DSB vallen sinds 1 januari 1999 niet meer rechtstreeks onder het Deense Ministerie van Vervoer, maar zijn een zelfstandig vennootschap (AS) geworden.
Met de vaste oeververbinding tussen Denemarken en Zweden, de Sontbrug, werd het grootste infrastructuurproject van de 21e eeuw in Noord-Europa gerealiseerd. Op 1 december 1999 werden de laatste spoorstaven gelegd. Op 1 juli 2000 werd de officiële opening verricht door de Deense koningin Margrethe en de Zweedse koning Carl Gustaf. Over deze brug rijden treinen van de DSB tussen Kopenhagen en Malmö.
DSB dochteronderneming DSB Gods/Cargo, het transport van goederen over het spoor, werd op 1 januari 2001 samengevoegd met Railion (later hernoemd DB Cargo) en DSB concentreert zich vanaf die datum volledig op het reizigersvervoer. In 2007 werden de diensten van Øresundståg afgesplitst in een aparte onderneming, DSBFirst, maar het contract werd in 2011 beëindigd na financiële problemen. DSB exploiteerde vanaf 2009 diensten in Zweden en in 2010 kocht DSB een aandelenbelang van 50% in een Duitse exploitant. Alle werkmaatschappijen in Zweden en Duitsland zijn tussen 2013 en 2019 verkocht.
In 2013 werd het historisch hoofdkantoor aan de Sølvgade 40 in Kopenhagen verkocht en verhuisde hoofdkantoor naar Telegade 2 in Høje Taastrup.
Op 1 september 2022 kwam DSB de verkoop overeen van een groot onderdelenmagazijn. De koper is het Duitse bedrijf Knorr-Bremse Group en 422 werknemers van DSB gaan zijn overgegaan naar Knorr-Bremse Rail Systems Denmark A/S. In oktober 2022 legde een hacker de computers plat van DSB waardoor er gedurende vier uren geen treinverkeer mogelijk was. Na een politieke overeenstemming in 2018 nam op 11 december 2022 het Zweedse Skånetrafiken de treindienst over de Sontbrug over. Van de 34 Øresund-treinen die DSB heeft zijn er 24 verhuurd aan Skånetrafiken.

## Activiteiten
In 2023 maakten de klanten van DSB 162 miljoen reizen. Met de S-trein, in en om Kopenhagen, worden veruit de meeste reizen gemaakt, ongeveer twee derde van het totaal. De S-treinen hebben een hoge mate van betrouwbaarheid, zo'n 95% van de treinen rijden op tijd. Voor de andere trajecten is dit veel lager, in 2022 en 2023 was dit minder dan de gewenste 75%. Een trein is te laat als de vertraging meer is dan drie minuten. Veel S-treinen zijn volledig geautomatiseerd en rijden zonder bestuurder. In 2023 telde DSB zo'n 6100 medewerkers en deed het ongeveer 200 treinstations aan.
In 2019 heeft DSB een plan gelanceerd voor de reductie van de koolstofdioxide-uitstoot. In 2030 wil DSB de CO2 uitstoot, vallend onder scope 1 en 2, tot nagenoeg nul hebben teruggebracht. Een belangrijk onderdeel in dit programma is de vervanging van diesellocomotieven door modernere elektrische locomotieven.
De toezichthouder van de DSB is de Danish Civil Aviation and Railway Authority, deze organisatie bepaalt ook in hoge mate de hoogte van de prijskaartjes voor de treinreizen.

## Treindiensten

### Aanbestedingen
De Deense staat heeft een contract dat loopt van 2005 tot 2015 afgesloten met de DSB. Het contract voorziet 85% van alle reizigersvervoer per spoor aan de DSB, zonder openbare aanbesteding. Voor enkele regionale diensten zou het kunnen dat ze alsnog worden aanbesteed.
Het zou hierbij mogelijk om de volgende lijnen gaan:
- Aarhus - Grenå (Grenåbanen)
- Odense - Svendborg (Svendborgbanen)
- Kopenhagen - Kalundborg (Nordvestbanen)
- Kopenhagen - Nykøbing Falster (Sydbanen)
- Roskilde - Køge - Næstved (Lille Sydbanen)
- Kopenhagen - Helsingør (Kystbanen), gegund aan DSBFirst

### Internet
De DSB heeft op de InterCity- en InterCityLyn-treinen tussen Kopenhagen en Århus en in de treinen van de S-tog draadloos internet door middel van een wifiverbinding voorzien. 

## Materieel
De bestelling in 1988 van dertig rangeerlocomotieven type MJ bij de Belgische fabrikant CMI (Cockerill-Sambre) werd eind januari 1994 definitief geannuleerd. In juni 1995 koos de DSB voor de aanbieding van Siemens voor de bouw van vijfentwintig rangeerlocomotieven type MK bij de Duitse fabrikant Siemens AG/MaK. In de loop van 1997 werden door de fabrikant twintig stuks afgeleverd.
DSB beschikt over intercity’s (type IC3 en type IR4) die de meeste langeafstandsdiensten rijden. De door technische problemen geplaagde dieseltreinstellen van het type IC4 (door AnsaldoBreda gebouwd) worden vanaf 2024 geleidelijk worden vervangen door elektrische treinen. Daardoor zijn, met name op Seeland, nog trek-duwtreinen met enkel- of dubbeldeksrijtuigen en een locomotief (type ME) in gebruik. Op niet geëlektrificeerde nevenlijnen worden dieseltreinstellen (types MR+MRD en Desiro) ingezet.
In 2018 bestelde DSB nieuwe elektrische locomotieven van het type Siemens Vectron. De eerste order was voor 28 exemplaren en dit werd later verhoogd naar 42. In september 2020 werd de eerste locomotief geleverd en twee jaar kwam de laatste in handen van DSB.
Medio 2021 tekende DSB een contract met Alstom voor de levering van 100 Coradia Stream-treinen en 15 jaar onderhoud. Deze overeenkomst is overigens flexibel, DSB verwacht in totaal 150 elektrische treinstellen aan te schaffen die zo'n 40 jaar meegaan en zo lang onderhoud vereisen. Elk treinstel zal bestaan uit vijf enkeldeksrijtuigen met in totaal 300 zitplaatsen. De maximumsnelheid is zo'n 200 km/h. De eerste exemplaren worden in 2024 geleverd.
Op het stadsnet rond Kopenhagen zijn de DSB-treinen brandweerrood van kleur; daarbuiten zijn ze grijs met donkerblauw. De enkeldeksrijtuigen, de elektrische locomotieven (type EA) en diesellocomotieven (type ME) zijn geheel donkerblauw.

## Elektrische tractie
De S-tog werd in meerdere etappes aangelegd. Het eerste traject van Frederiksberg naar Klampenborg werd op 3 april 1934 geëlektrificeerd met 1500 volt gelijkspanning.
De DSB heeft een deel van haar net in meerdere etappes geëlektrificeerd met 25.000 volt 50 Hz wisselspanning.
- 16 maart 1986: Kopenhagen – Helsingør
- 1 april 1998: Kopenhagen – Kastrup
- 4 januari 1996: Odense – Fredericia
- 1 april 1997: Fredericia – Padborg en Odense – Padborg. Het trajectdeel Padborg - Flensburg werd op 2 juni 1996 geëlektrificeerd met 15.000 volt 16,7 Hz wisselspanning. In het station van Padborg en bij Lernackene bevindt zich een spanningssluis waar beide spanningsoorten gescheiden blijven. Op dit deel is geen bovenleiding aanwezig.
- 1 april 1997: Kopenhagen – Odense
- september 1997: Tinglev – Sønderborg
- 1 juli 2000: Kastrup – bij Lernackene (Zweden) via de Sontbrug
- 6 augustus 2017: Lunderskov – Esbjerg[6]
- 31 mei 2019: Nieuwe hogesnelheidslijn tussen Kopenhagen en Ringsted via Koge[7]

Ondanks de soms lange elektrische deeltrajecten, rijden veel reizigerstreinen met dieseltractie onder de draad. Voorbeeld: Kopenhagen – Frederikshavn.